# Уитни, Пейн
Уильям Пейн Уитни (англ. William Payne Whitney; 20 марта 1876, Нью-Йорк — 25 мая 1927, Нью-Йорк) — американский предприниматель, филантроп.

## Биография
Учился в частной школе (Гротон, штат Массачусетс). В 1898 году окончил Йельский университет, был членом общества Череп и кости. Во время учёбы выступал за сборную Йельского университета по гребле и был её капитаном. Впоследствии финансово помогал гребной команде университета, в том числе финансировал строительство общежития для гребных экипажей.
В 1901 году окончил Школу права Гарвардского университета.
В 1902 году женился на Хелен Джулии Хэй, дочери Государственного секретаря США Джона Хэя.
Своё состояние унаследовал от отца Уильяма Уитни (1841—1904) и дяди Оливера Пейна (1839—1917).
Владел крупными пакетами акций в банковской сфере, табачной, горнодобывающей и нефтяной промышленности, в железнодорожном транспорте. Был членом совета директоров и исполнительным директором крупных корпораций, в том числе Сити-банка.

## Благотворительность
Попечитель Нью-Йоркской публичной библиотеки, которой в 1923 году пожертвовал 12 млн долларов.
Незадолго до своей смерти пожертвовал 1 млн долларов своей альма-матер Йельскому университету для строительства спортивного комплекса (залы для баскетбола, фехтования, гимнастики, сквоша, волейбола, бассейн), который был построен в 1932 году и назван его именем.
По его завещанию более 20 млн долларов были пожертвованы медицинским и образовательным учреждениям города Нью-Йорка.